# Кондино
Кондино (итал. Condino) је насеље у Италији у округу Тренто, региону Трентино-Јужни Тирол.
Према процени из 2011. у насељу је живело 1492 становника. Насеље се налази на надморској висини од 423 м.

## Становништво
| 1931. | 1936. | 1951. | 1961. | 1971. | 1981. | 1991. | 2001. | 2011. |
| ----- | ----- | ----- | ----- | ----- | ----- | ----- | ----- | ----- |
| 1.298 | 1.275 | 1.241 | 1.297 | 1.372 | 1.391 | 1.420 | 1.495 | 1.534 |